# فاويان
فاويان (بالإنجليزية: Favian)‏ هي قرية تقع في قسم جلغة الريفي في إيران. يقدر عدد سكانها بـ 453 نسمة بحسب إحصاء 2016.